# دانشگاه ایالتی و مؤسسه پلی‌تکنیک ویرجینیا

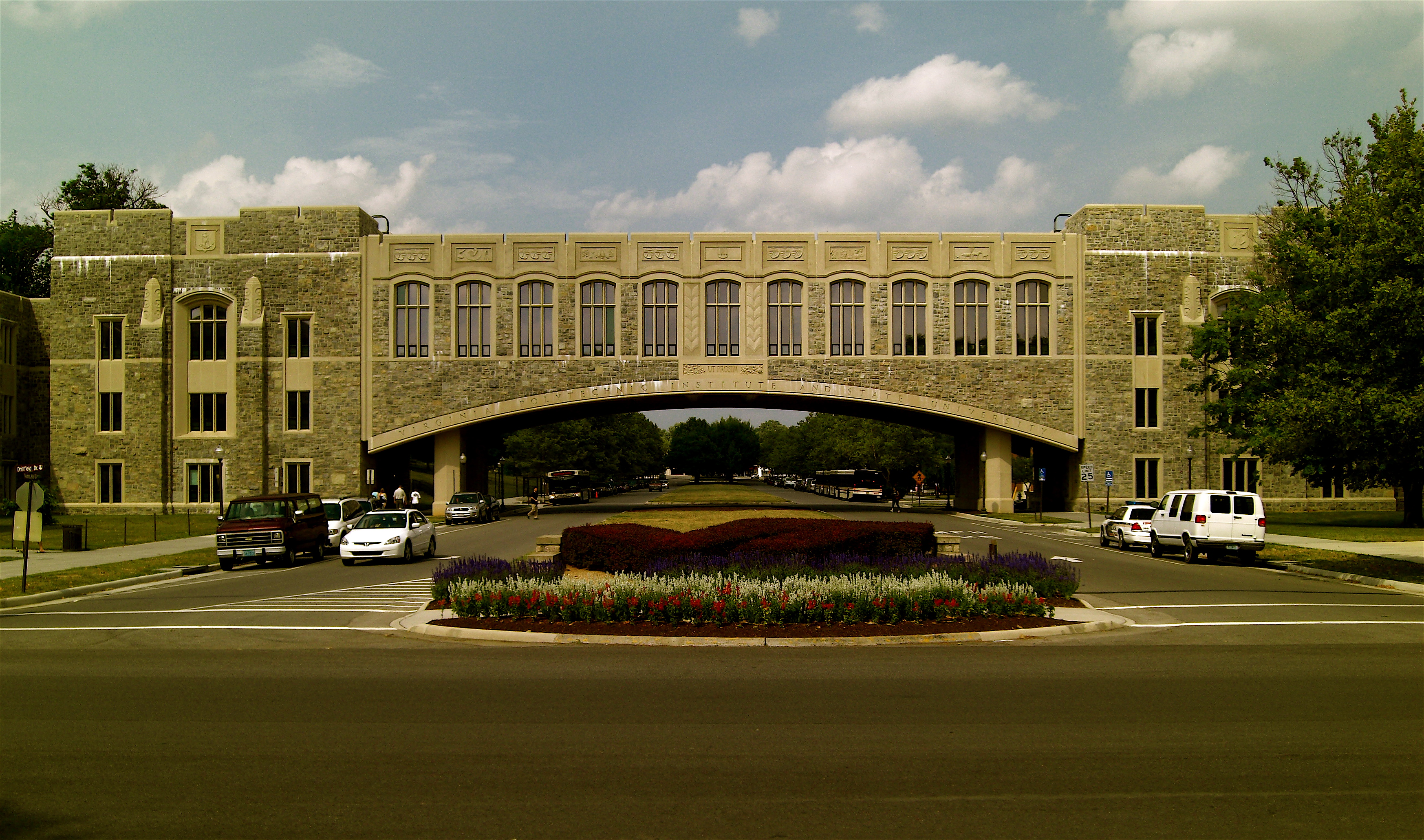
پل «تورگرسون»

ویرجینیا تک (به انگلیسی: Virginia Tech) (مخفف انگلیسی: VT) که به‌طور رسمی دانشگاه ایالتی و مؤسسۀ پلی‌تکنیک ویرجینیا (به انگلیسی: Virginia Polytechnic Institute and State University) خوانده می‌شود، یک دانشگاه تحقیقاتی دولتی در بلکسبرگ واقع در ایالت ویرجینیا آمریکا است. این دانشگاه یک دانشگاه پلی‌تکنیک می‌باشد که در سال ۱۸۷۲ میلادی تأسیس شده‌است. نام اولیه آن کالج کشاورزی و مکانیک ویرجینیا بود. دانشگاه ویرجینیا تک، پیش‌تر یک مؤسسۀ فنی نظامی در بلکسبرگ بود.
این دانشگاه حدود ۲۶٬۰۰۰ دانشجو دارد. دانشگاه ویرجینیا تک در سال ۱۸۷۲ به‌عنوان یک مدرسه نظامی تأسیس شد. این دانشگاه یکی از دانشگاه‌های خوب و خوش‌نام شرق ایالات متحده می‌باشد.
ویرجینیا تک ۲۸۰ دوره کارشناسی و کارشناسی‌ارشد را به حدود ۳۴۴۰۰ دانشجو ارائه می‌دهد و ۵۲۲ میلیون دلار پروژه تحقیقاتی را مدیریت می‌کند و این دانشگاه را برای دانشگاه در ایالات متحده برای هزینه‌های تحقیق در رتبه ۴۸ و دوم در منطقه ویرجینیا قرار می‌دهد. این دانشگاه در میان «R1: دانشگاه‌های دکترا - فعالیت تحقیقاتی بسیار بالا» طبقه‌بندی شده‌است. ویرجینیا تک، ازنظر ثبت نام، دومین دانشگاه دولتی بزرگ ایالت است. مرگبارترین تیراندازی دسته جمعی در یک دانشگاه کالج آمریکایی در سال ۲۰۰۷ در دانشگاه رخ داد، در طی آن دانشجویی ۳۲ دانشجوی دیگر و اعضای هیئت علمی را به ضرب گلوله کشته و ۲۳ نفر دیگر را زخمی کرد.

## تاریخچه
در سال ۱۸۷۲، با بودجه فدرال تأمین شده توسط قانون موریل در سال ۱۸۶۲، مجمع عمومی ویرجینیا امکانات مؤسسه پرستون و اولین، یک مدرسه کوچک متدیسم برای پسران در شهرستان مونتگومری، ویرجینیا، روستایی در جنوب غربی ویرجینیا، را خریداری کرد. در همان سال، ۲۵۰ جریب (۱۰۰ هکتار) مزرعه از جمله خانه و چندین ساختمان مزرعه در این ملک با پرداخت ۲۱٬۲۵۰ دلار از رابرت تیلور پرستون، پسر فرماندار ویرجینیا، جیمز پاتون پرستون، خریداری شد. ایالات مشترک‌المنافع یک مؤسسه جدید را در سایت گنجانیدند، یک دانشگاه نظامی با اعطای زمین به نام «کالج کشاورزی و مکانیک ویرجینیا».

## تحقیقات
هزینه تحقیق و توسعه ویرجینیا تک ۵۴۲ میلیون دلار در سال مالی ۲۰۱۹ بوده‌است که طبق بنیاد ملی علوم در رتبه ۴۸ در میان مؤسسات آموزشی در کشور و در رتبه ۲ در ایالت ویرجینیا قرار دارد. در نتیجه، ویرجینیا تک پانزدهمین سال متوالی رشد پژوهشی خود را رقم زد، با بیش از دو برابر شدن پروژه تحقیقاتی دانشگاه از ۱۹۲٫۷ میلیون دلار در سال مالی ۲۰۰۰. تنها مؤسسه ویرجینیا در ۵۰ رتبه برتر NSF برای هزینه‌های تحقیق، ویرجینیا تک است و رتبه ۲۳ در بین دانشگاه‌های دولتی آمریکا. هزینه‌های تحقیقاتی دانشگاه آن را در ۵ درصد بالای بیش از ۹۰۰ دانشگاه و کالج تحقیقاتی قرار می‌دهد. هر ساله، این دانشگاه هزاران جایزه برای انجام تحقیقات از یک پایگاه حامی مالی به‌طور مداوم دریافت می‌کند. محققان کشف‌های جدید در زمینه کشاورزی، بیوتکنولوژی، فناوری اطلاعات و ارتباطات، سلامت انسان، حمل و نقل، مدیریت انرژی (از جمله رهبری در فناوری سلول سوختی و الکترونیک قدرت)، امنیت، پایداری و طیف وسیعی از سایر علوم مهندسی، علمی، اجتماعی و زمینه‌های خلاق را دنبال می‌کنند. این تحقیق منجر به ۳۶ حق ثبت اختراع و ۱۷ توافق‌نامه مجوز و اختیار در سال مالی ۲۰۱۳ شد.
| ۲۰۰۹ | ۳۹۹ میلیون دلار |
| ۲۰۱۱ | ۴۵۰ میلیون دلار |
| ۲۰۱۳ | ۴۹۶ میلیون دلار |
| ۲۰۱۵ | ۵۰۴ میلیون دلار |
| ۲۰۱۷ | ۵۲۲ میلیون دلار |

### مراکز تحقیقاتی
- مؤسسه علوم زندگی فرالین
- مؤسسه خلاقیت، هنر و فناوری (ICAT)
- مؤسسه فناوری انتقادی و علوم کاربردی (ICTAS)
- مؤسسه جامعه، فرهنگ و محیط زیست (ISCE)
- مؤسسه زیست پیچیدگی ویرجینیا تک (منحل شده و جذب مؤسسه علوم زندگی فرالین شده است)
- مؤسسه تحقیقات پزشکی Fralin در VTC
- مؤسسه حمل و نقل فناوری ویرجینیا (VTTI)
- مرکز امنیت ملی و فناوری هیوم

## ورزشکاری

لوگوی عمومی دانشگاه

تیم‌های ویرجینیا تک به هوکی معروف هستند. HokieBird یک نوع بوقلمون است.

## رتبه‌بندی
در فهرست یو اس نیوزاز «بهترین کالج‌های ۲۰۲۱»، ویرجینیا تک در میان دانشگاه‌های ملی در رده ۷۴ قرار گرفت، در میان دانشگاه‌های دولتی در رده ۲۹ قرار گرفت، در «ابتکاری‌ترین» در رتبه ۳۵، در «بهترین مدارس با ارزش» در ۱۴۷ قرار گرفت، و در ۲۹۱ امین «بهترین عملکرد در زمینه تحرک اجتماعی» مساوی شد.
ویرجینیا تک دارای رشته‌های مهندسی متنوعی است. طبق رتبه‌بندی یو اس نیوز، دانشکده مهندسی عمران این دانشگاه دارای رتبهٔ ۸، دانشکده مهندسی زیستی دارای رتبهٔ ۶، مهندسی صنایع دارای رتبهٔ ۵ و مهندسی محیط زیست دارای رتبهٔ ۷ در میان دانشگاه‌های آمریکا می‌باشد. همچنین دانشکدهٔ معماری این دانشگاه دارای رتبهٔ سوم در آمریکا می‌باشد.
برنامه MBA پاره وقت کالج بازرگانی پامپلین در گزارش اخبار و جهان در سال ۲۰۲۰ در رتبه نوزدهم قرار گرفت. برنامه کارشناسی ارشد فناوری اطلاعات، که به‌طور مشترک توسط کالج بازرگانی پامپلین و دانشکده مهندسی حمایت مالی می‌شود، در بهترین برنامه‌های فناوری اطلاعات رایانه ای فارغ التحصیلان آنلاین اخبار و گزارش جهانی ایالات متحده در رتبه ۴ قرار دارد. این برنامه میان رشته‌ای کاملاً آنلاین ارائه می‌شود. 
برنامه‌های کالج معماری و مطالعات شهری (CAUS) شامل معماری + طراحی، معماری منظر، برنامه‌ریزی شهری و مدیریت دولتی است. هوش طراحی در گزارش «بهترین دانشکده‌های معماری و طراحی آمریکا» در سال ۲۰۱۶، برنامه معماری دوره کارشناسی را در بین دانشگاه‌های دولتی و خصوصی در رتبه ۳ در سطح ملی قرار داده‌است. برنامه معماری تحصیلات تکمیلی رتبه ۹ کشور را بدست آورد. برای سال ۲۰۱۳، هوش طراحی برنامه‌های معماری منظر دانشگاه در مقطع کارشناسی و کارشناسی ارشد را شماره ۲ در کشور قرار داده‌است. علاوه بر این، هوش طراحی برنامه طراحی داخلی دانشگاه در دوره کارشناسی را در رتبه ۶ و برنامه طراحی صنعتی در مقطع کارشناسی را در رتبه ۳ قرار داد. راهنمای Planetizen 2012 برای برنامه‌های تحصیلات تکمیلی برنامه‌ریزی شهری، برنامه MURP ویرجینیا تک را در رتبه ۱۹ قرار داد. برنامه MURP ویرجینیا تک نیز در میان بهترین برنامه‌های فناوری، برنامه‌ریزی کاربری اراضی، برنامه‌ریزی محیطی و مدیریت رشد رتبه‌بندی شد.

## دانشکده‌ها

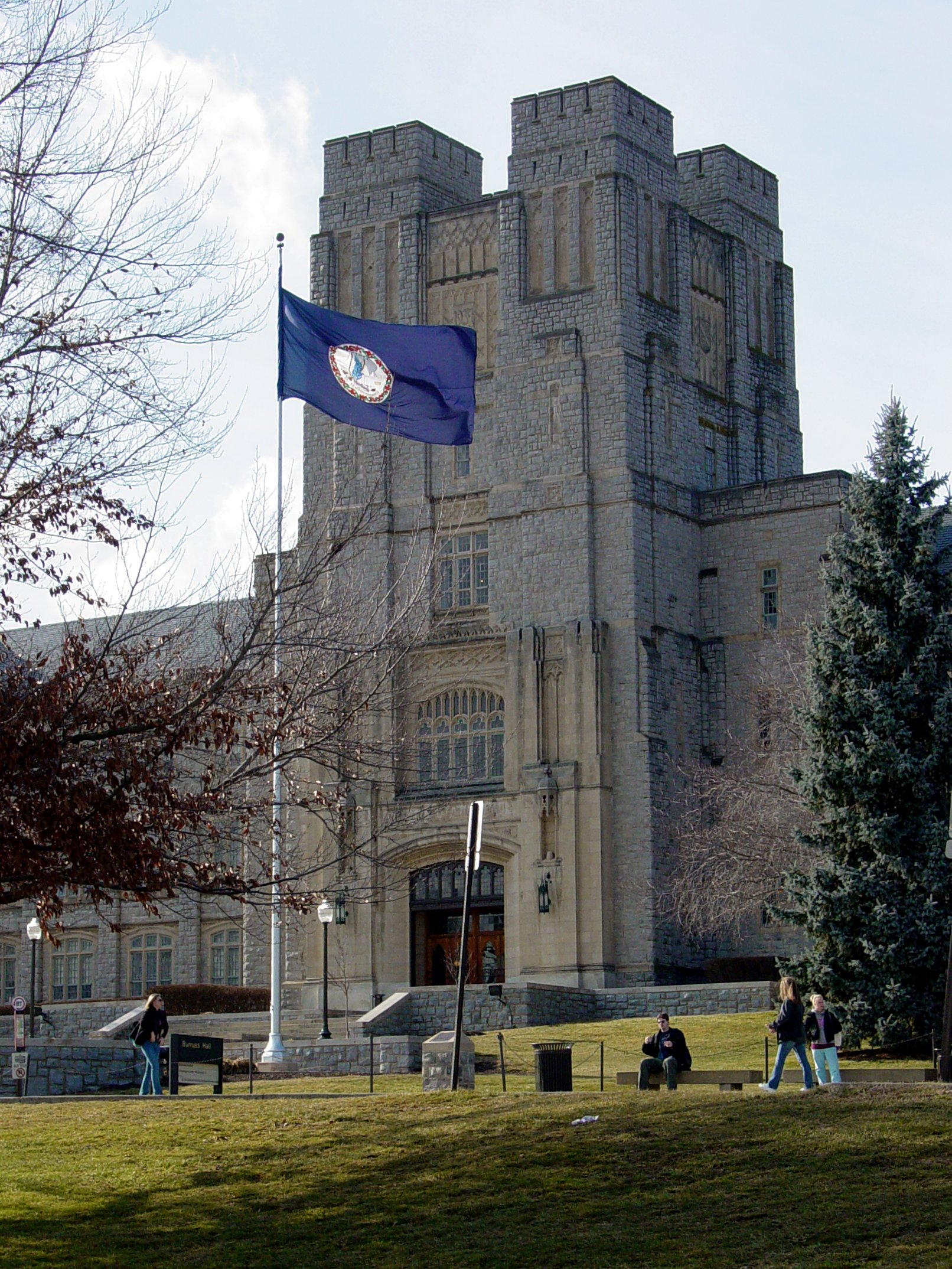
ساختمان «براس»

پردیس ویرجینیا تک در بلاکسبورگ، ویرجینیا واقع شده‌است. پردیس مرکزی تقریباً با جاده‌های Fork Road از شمال غربی، Plantation Drive از غرب، Main Street از شرق و جاده کمربندی US 460 در جنوب همسایه است، اگرچه چندین هزار هکتار آن فراتر از پردیس مرکزی است.
در مرکز محوطه دانشگاه بلکسبرگ، دریل فیلد واقع شده‌است، یک میدان بیضی شکل بزرگ که از شمال شرقی به جنوب غربی می‌رود، و توسط یک خیابان یک طرفه احاطه شده‌است که به Drillfield Drive معروف است. نام دریلفیلد که در سال ۱۹۲۶ پس از اتمام اولین استادیوم واقعی ویرجینیا تک، استادیوم مایلز ساخته شد، ناشی از استفاده آن توسط کادیتان ویرجینیا تک برای انجام تمرین‌های نظامی است. یک آبراه، Stroubles Creek، در زیر Drillfield در سمت جنوب قرار دارد. یک کانال سه طرفه برای نهر که بستر طبیعی نهر را حفظ می‌کند در سال ۱۹۳۴ نصب شد و در سال ۱۹۷۱، دو پیاده‌روی آسفالت اضافه شد. افسانه شهری مبنی بر اینکه دریل فیلد با سرعت یک اینچ در سال در حال غرق شدن است پخش شد اما در حقیقت هیچ پایه و اساسی ندارد. در تابستان ۲۰۱۴، سه مسیر خاکی به عنوان بخشی از طرح جامع دانشگاه برای بهبود محوطه سازی و مسیرها، افزودن مناطق نشستن و تقویت ورودی‌های مسیر در اطراف دریل فیلد آسفالت شد.
در ضلع شمال غربی دریل فیلد اکثر ساختمان‌های دانشگاهی و اداری دانشگاه از جمله سالن‌های بوروس و مک برید قرار دارد. در ضلع جنوب شرقی دریل فیلد اکثر ساختمانهای مسکونی از جمله سالنهای اقامت دانشجویان، سالنهای غذاخوری و سالن بدن سازی War Memorial ایستاده‌است. کتابخانه نیومن در ضلع شرقی دانشگاه واقع شده‌است و به پل Torgersen متصل می‌شود که از جاده اصلی دانشگاه، Alumni Mall عبور می‌کند. در شمال دریل فیلد و شمال غربی Alumni Mall , Quad Upper واقع شده‌است که برای بسیاری از دانشجویان به عنوان پردیس نظامی شناخته می‌شود. کواد علیا پادگان سپاه کادت‌ها است.
در محوطه دانشگاه اصلی بلاکسبورگ، اکثر ساختمان‌ها از هاکی استون به عنوان مصالح ساختمانی استفاده می‌کنند. در دهه ۱۹۹۰، یک کمیته بازدیدکنندگان فناوری ویرجینیا اعلام کردند که از این پس باید از هاکی استون در تمام ساختمان‌های ساخته شده در پردیس مرکزی استفاده شود. در سال ۲۰۱۰، هیئت بازدید کنندگان قطعنامه ای را تصویب کردند که این احساسات سیاست رسمی دانشگاه است.
Hokie Stone به‌طور کلی خاکستری است و سایه‌های آن از رنگ قهوه ای و صورتی است. سنگ آهک از معادن مختلف در جنوب غربی ویرجینیا، تنسی و آلاباما استخراج می‌شود - یکی از آنها از دهه ۱۹۵۰ توسط دانشگاه اداره می‌شود. با این حال، گرچه درست است که اکثر ساختمانهای دانشگاه Hokie Stone را در طراحی خود گنجانده‌اند، اما چند استثنا not قابل توجه وجود دارد. به عنوان مثال، چندین ساختمان قدیمی در Quad Upper، از جمله Lane Hall، از آجر قرمز ساخته شده‌اند مانند Hallcrest Hall و Donaldson Brown. همچنین، تعدادی از ساختمانهای دانشگاهی با استفاده از سنگ هوکی احداث نشده‌اند، زیرا این ساختمانها قبل از اجرای قانون برای استفاده از آن در تمام ساختمانهای جدید دانشگاه ساخته شده‌اند.

## حادثه ۲۰۰۷
در بهار سال ۲۰۰۷، توسط تیراندازی یکی از دانشجویان کره ای سال آخر رشته زبان انگلیسی، ۳۲ دانشجو و استاد به قتل رسیدند.
در ۱۶ آوریل ۲۰۰۷، دانشجو ویرجینیا سونگ-هوی چو ۳۲ عضو هیئت علمی و دانشجویان را به ضرب گلوله کشته و ۱۷ نفر دیگر را در دو مکان در دانشگاه زخمی کرد قبل از این که خود را بکشد در حالی که پلیس درهای نوریس هال را که چو قبل از شروع قتل‌عام خود بسته بود، زیر پا گذاشت. این قتل‌عام، مرگبارترین تیراندازی دسته جمعی در دانشگاه‌ها است، که از عصبانیت چارلز ویتمن در دانشگاه تگزاس در سال ۱۹۶۶ پیشی گرفت. اگرچه در آن زمان مرگبارترین تیراندازی دسته جمعی توسط یک فرد مسلح در تاریخ ایالات متحده بود، اما از آن زمان با دو مورد پیشی گرفته شده‌است. تیراندازی در یک کلوپ شبانه اورلاندو و یک جشنواره موسیقی در فضای باز در لاس وگاس. این دومین قتل‌عام مدرسه ای در تاریخ ایالات متحده است که فقط از بمب‌گذاری در مدرسه حمام در سال ۱۹۲۷ که منجر به کشته شدن ۴۴ نفر شد، فراتر نرفت.
کشتار ویرجینیا تک منجر به بحث و جدال سراسری در مورد حقوق اسلحه، ایمنی اسلحه و کارایی مناطق آزاد اسلحه شد. این تیراندازی دسته جمعی، بسیاری از ایالت‌ها را بر آن داشت تا قوانینی را منع کنند که کالج‌ها و دانشگاه‌های عمومی را از تحریم سلاح‌های مخفی در دانشگاه برای دارندگان مجوز منع کند. در سال ۲۰۱۳، حداقل نوزده ایالت قوانینی را برای اجازه حمل مخفی در دانشگاه به نوعی وضع کردند و در جلسه قانون گذاری سال ۲۰۱۴، حداقل چهارده ایالت قانون مشابهی را وضع کردند. تنسی در سال ۲۰۱۶ لایحه ای را تصویب کرد که به اعضای هیئت علمی اجازه می‌داد پس از اطلاع به نیروی انتظامی محلی، اسلحه‌های دستی در دانشگاه حمل کنند. در سال ۲۰۱۵، تگزاس هشتمین ایالت مجاز سلاح‌های مخفی در دانشگاه‌ها شد. در دسامبر ۲۰۱۶، فرماندار جان کاسیچ لایحه قانونی را امضا کرد که ممنوعیت اسلحه گرم در دانشگاه‌های اوهایو را در دانشگاه لغو کرد و این تصمیم را به عهده مؤسسات منفرد گذاشت. در سال ۲۰۱۷ جورجیا دهمین ایالت شد که کالج‌ها و دانشگاه‌ها را از تحریم سلاح‌های مخفی در دانشگاه منع می‌کند. اگرچه قانون ویرجینیا به مؤسسات فردی اجازه می‌دهد تا در مورد اجازه سلاح‌های مخفی در دانشگاه تصمیم بگیرند، ویرجینیا تک همچنان دارندگان مجوز حمل پنهان را از حمل اسلحه در دانشگاه منع می‌کند.

## افرادی مشهور فارغ‌التحصیل شده از این دانشگاه

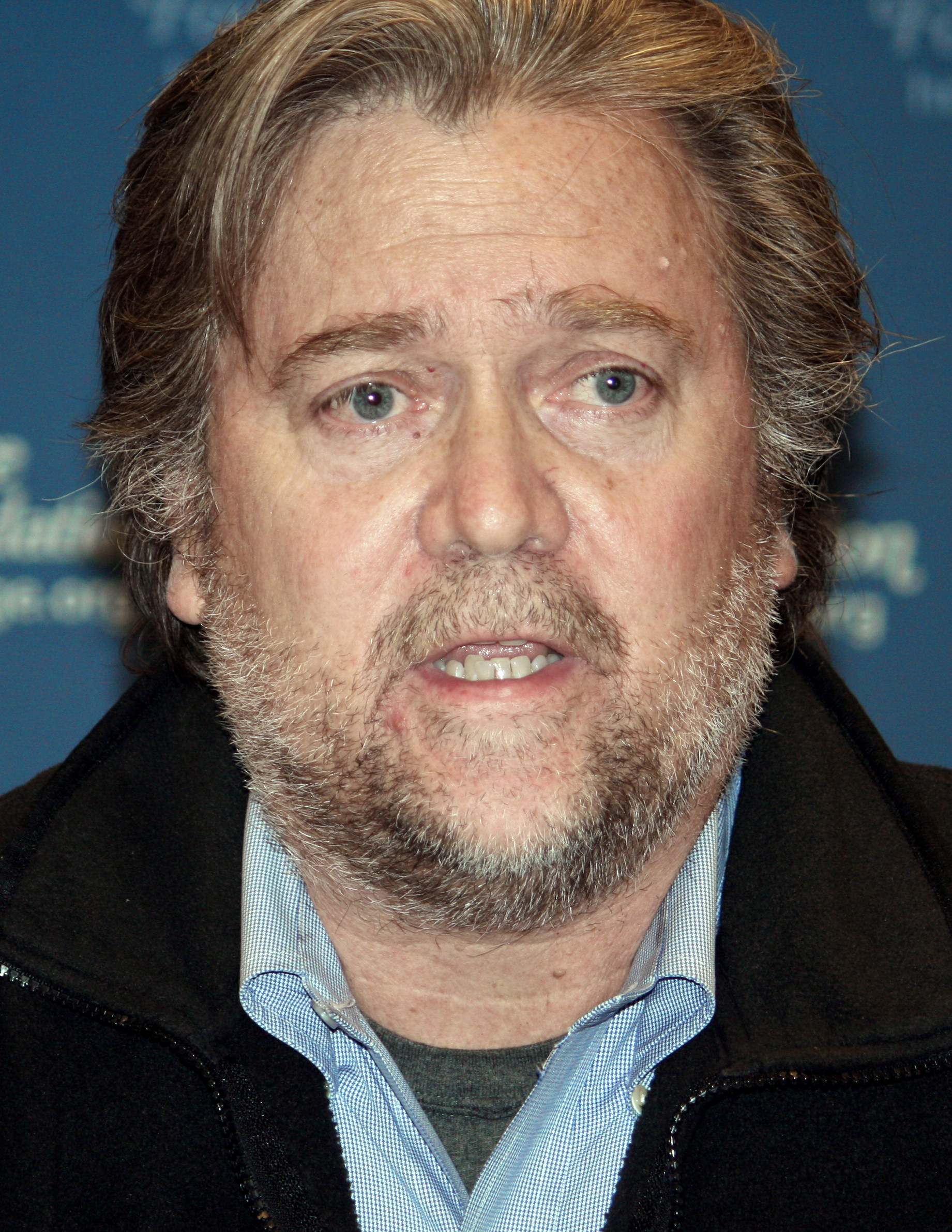
استیو بنن، تاجر ، مدیر رسانه‌ای، استراتژیست ارشد و مشاور دونالد ترامپ، رئیس‌جمهور ایالات متحده آمریکا
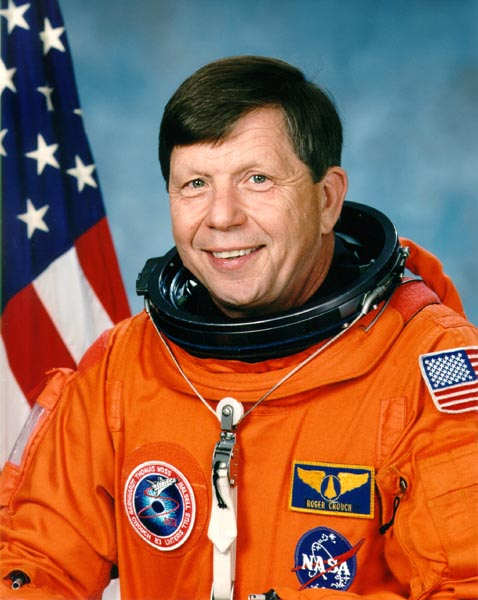
راجر کی کراچ، فضانورد آمریکایی
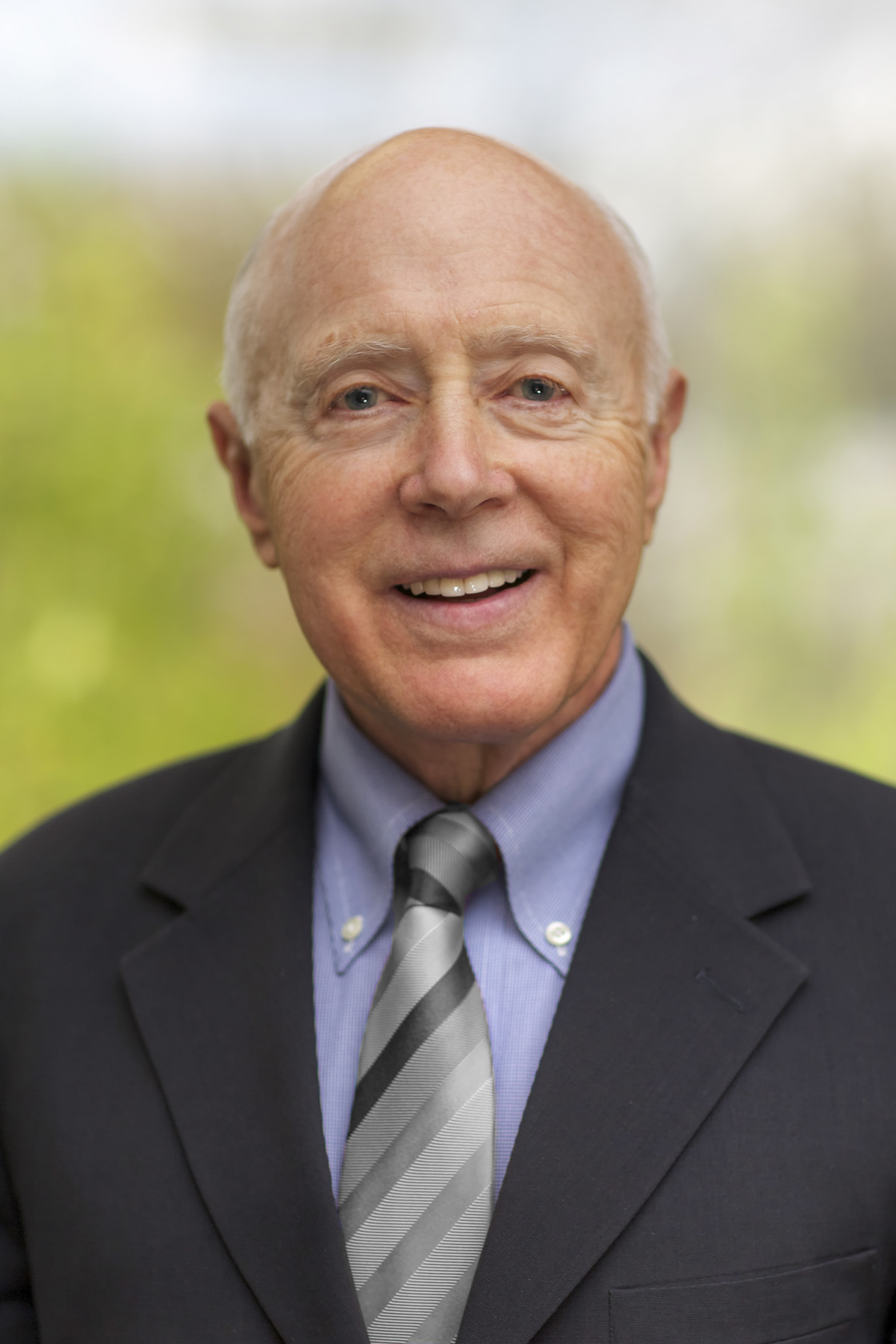
رابرت پامپلین، تاجر آمریکایی
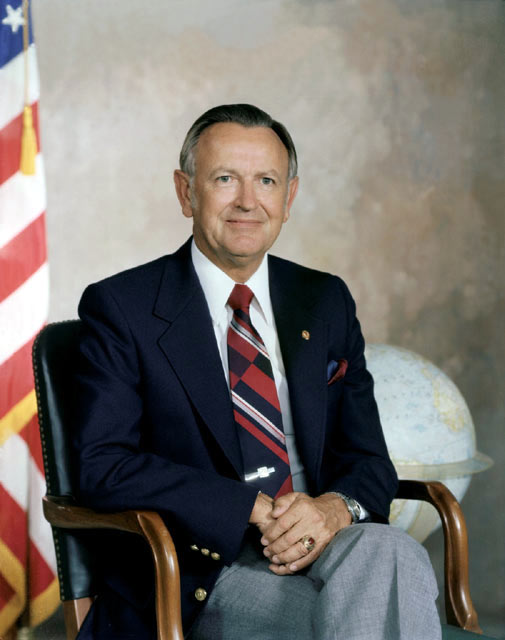
کریستوفر کرفت، مهندس و مدیر سابق ناسا
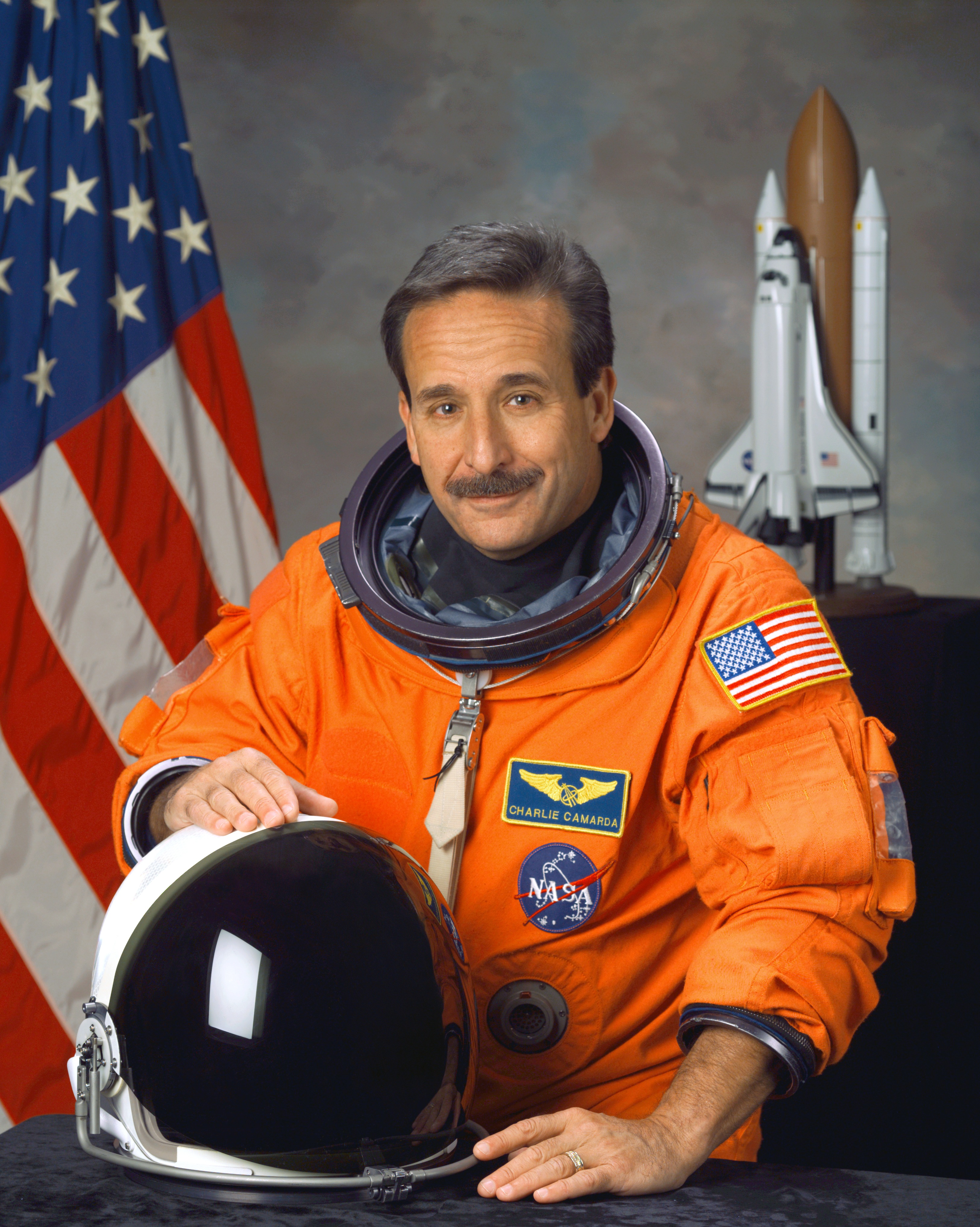
چالرز کاماردا، فضانورد آمریکایی
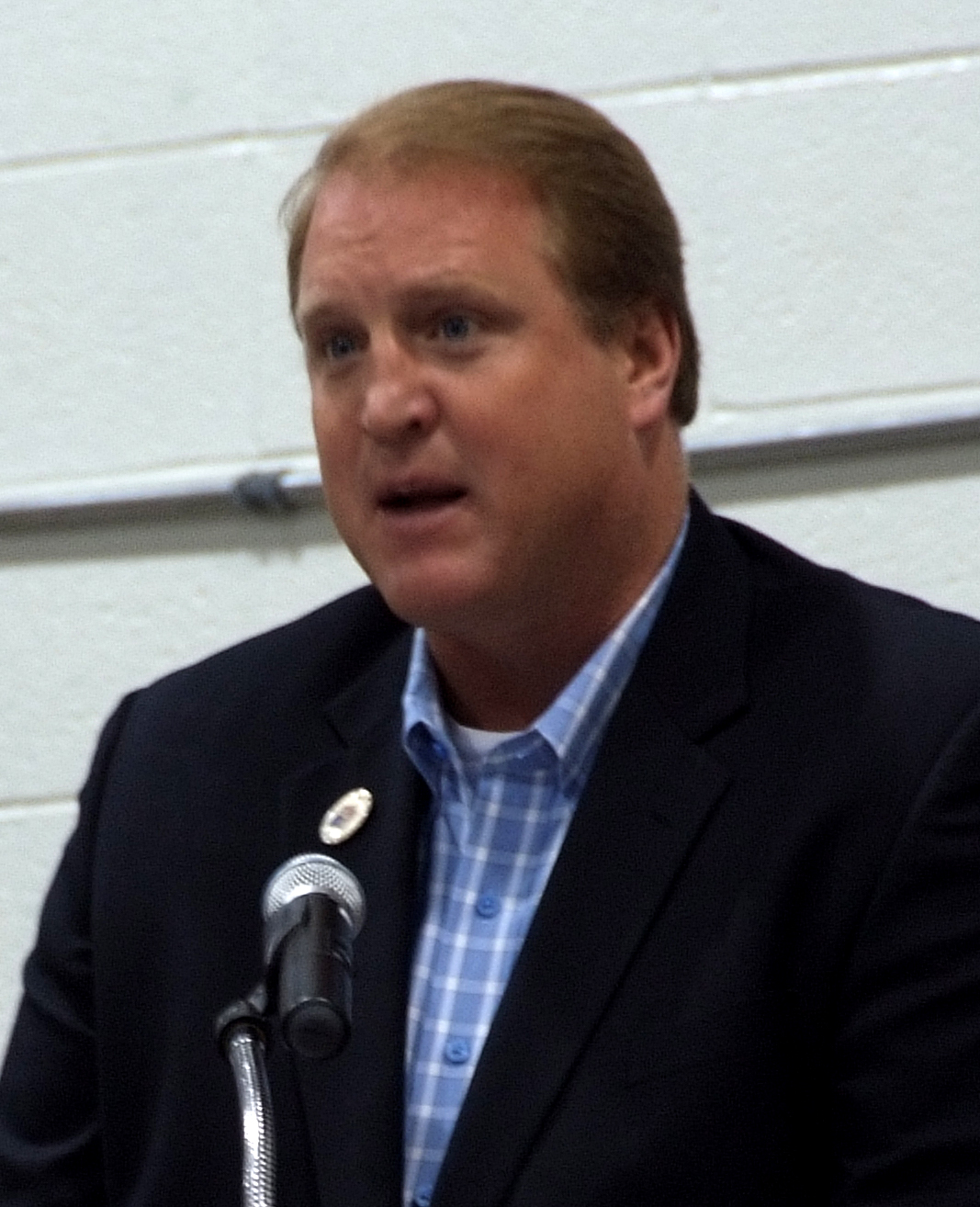
چت کلور، گاورنر سابق ایالت آیووا